# Teknisk fysik
Teknisk fysik (F) är utbildningsprogram inom teknik, matematik och fysik som finns i många länder, bland annat som civilingenjörsutbildning i Sverige och diplomingenjörsutbildning i Finland. Utbildningen ger en bred teoretisk grund som förbereder för avancerad teknisk problemlösning. Programmet förbereder även för forskning inom bland annat ren matematik, teoretisk fysik, finansiell matematik, tillämpad fysik och maskininlärning.
Förutom kurser i matematik och fysik (inklusive mekanik och elektrodynamik) ges kurser i datavetenskap, reglerteknik och hållfasthetslära. Den stora bredden under kandidaten gör att teknisk fysik ofta är civilingenjörsprogrammet med flest valbara masterinriktningar på där programmet ges.[källa behövs] På vissa högskolor, bland annat Linköpings tekniska högskola och Luleå tekniska universitet har man samlat civilingenjörsutbildningen inom teknisk fysik och elektroteknik till ett samlat program, Teknisk fysik och elektroteknik, med olika inriktningar.
Internationellt översätts oftast teknisk fysik som engineering physics eller applied physics.

## Historia
Teknisk fysik tillkom för första gången som civilingenjörsutbildning vid Kungliga tekniska högskolan (KTH) i Stockholm 1932, även om fysik fanns företrätt redan när KTH startade sin verksamhet 1827. Initiativtagare till en särskild fackavdelning för teknisk fysik var professorn i fysik 1922–1955 Gudmund Borelius. Han förstod att svensk industri borde satsa på forskning och utveckling, vilket inte var en självklarhet på 1920-talet. Införandet av teknisk fysik kom att kraftigt stärka fysikämnets ställning vid KTH.
Inför införandet gjorde Borelius en mängd studieresor till avdelningar för teknisk fysik i andra länder. Han konstaterade att det i Tyskland hade skett en förstärkning av de allmänna vetenskaperna strax efter första världskriget. Borelius ansåg att behovet av en utbildning i teknisk fysik berodde på om svensk industri fick större anledning att följa de stora industrialiserade länderna, och därmed utvidga den teknisk-vetenskapliga forskningen. I takt med att ingenjörsyrket har blivit mer högteknologiskt har teknisk fysik blivit alltmer relevant för forskning och framsteg inom industrin.
Teknisk fysik infördes senare vid andra universitet, till exempel Chalmers (1956) och LTH (1961). Den variant av teknisk fysik som ges vid LiTH och LTU kallas Teknisk fysik och elektroteknik, och är en liknande utbildning med större inslag från elektroteknik.

## Utbildningar i Teknisk fysik

### Sverige
- Kungliga Tekniska högskolan
- Chalmers tekniska högskola
- Lunds universitet
- Uppsala universitet
- Linköpings universitet (Teknisk fysik och elektroteknik)
- Luleå tekniska universitet (Teknisk fysik och elektroteknik)
- Umeå universitet
- Karlstads universitet

### Internationellt (urval)
- Aalto-universitetet
- Stanfords universitet[5]
- Princetons universitet[6]